# アムール・ワケド
アムール・ワケド（Amr Waked、1973年4月12日 - ）は、アメリカ合衆国の俳優。エジプトのカイロ出身。

## 出演作品
- シリアナ Syriana （2005）
- サダム 野望の帝国 House of Saddam  （計3話出演、2008）
- 砂漠でサーモン・フィッシング Salmon Fishing in the Yemen  （2012）
- LUCY/ルーシー Lucy  （2014）
- ジオストーム Geostorm (2017)
- ラミー 自分探しの旅 Ramy (2019) ドラマシリーズ (メインキャスト)
- ワンダーウーマン 1984 Wonder Woman 1984 (2020)
- バッドマン 史上最低のスーパーヒーロー Super-héros malgré lui (2021)
- ファイアーブランド ヘンリー8世最後の妻 Firebrand (2023)